# Mercês
Mercês era una freguesia portuguesa del municipio de Lisboa, distrito de Lisboa.

## Historia
Fue suprimida el 8 de noviembre de 2012, en aplicación de una resolución de la Asamblea de la República portuguesa al unirse con las freguesias de Encarnação, Santa Catarina y  São Paulo, formando la nueva freguesia de Misericórdia.

## Patrimonio
- Antiguo Convento de Jesús
- Antiguo Liceo de Passos Manuel
- Igreja das Mercês
- Capilla del Convento dos Cardais
- Palacio Cabral